# Juan María Mujika Izaguirre
Juan Mari Mujika Izaguirre (Sant Sebastià, 12 de maig de 1963 - Zumarraga, Guipúscoa, 14 de juny de 2004), fou un futbolista professional basc de la dècada dels anys 80 i 90.
Va jugar en el lloc de migcampista a la Reial Societat en la segona meitat de la dècada dels 80 i al Deportivo de La Corunya al començament dels 90. Amb aquests dos equips va disputar un total de 147 partits i va marcar 12 gols en la Primera divisió espanyola al llarg de 7 temporades.

## Trajectòria
Es va formar com a futbolista al planter de la Reial Societat. Va debutar en la primera plantilla de la Reial Societat en la temporada 1985-1986 quan el tècnic John Benjamin Toshack el va pujar del filial. El jugador de Zumárraga va marcar set gols en la seva primera campanya com reialista. La seva segona campanya amb l'equip txuri urdin va ser la més brillant de totes, ja que a més de ser titular de l'equip en bona part de la campanya, va assolir guanyar amb la Reial Societat el títol de Copa del Rei. Mujika va tenir una participació activa en aquest títol, ja que va arribar a jugar la final, on va substituir a Jesús Mari Zamora en el tram final del partit i va marcar un dels penals decisius que van donar el títol a la Reial en els llançaments.
A l'any següent (1987-88), el seu equip va quedar subcampió de Lliga i Copa, però l'aportació de Mujika a l'equip va ser una mica menor que en la campanya anterior i així, per exemple, no va disputar la final de Copa del Rei. En les seves últimes campanyes com reialista, Mujika va passar a ser un clar jugador de recanvi. Va jugar en la Reial Societat de Futbol un total de 171 partits oficials (129 d'ells en Lliga) marcant 16 gols (11 en Lliga) durant les cinc temporades -des de la 85/86 fins a la 89/90- que va pertànyer a la primera plantilla donostiarra.
El 1990 fitxa pel Deportivo de La Corunya, situat per aquell temps en la Segona divisió. Amb l'equip gallec va assolir en la seva primera temporada l'ascens a Primera divisió. Va estar en la plantilla del Depor altres dues temporades més en Primera divisió fins a 1993, sent part de la plantilla del primer Superdepor d'Arsenio Iglesias. L'aportació que va tenir Mujika al Deportivo en la seva tornada a Primera divisió va ser de 18 partits i 1 gol en dues temporades.
Mujika tancaria el seu cicle com a jugador amb dues últimes campanyes en el Deportivo Alavés a Segona Divisió B, pel qual va fitxar en la temporada 93/94. En la seva primera campanya en el conjunt de Vitòria, aquest va lluitar per retornar a la Segona Divisió. No obstant això, l'Alavés va perdre en els play-offs d'ascens. En la seva segona temporada, de la mà de l'entrenador Txutxi Aranguren el conjunt de Mendizorroza va pujar a la categoria d'argent.
Al juny de 2001 Mújika va sofrir un gravíssim accident de trànsit que el va deixar en estat de coma vegetatiu. El 23 de novembre de 2003 els equips de veterans de Reial Societat i Reial Madrid van disputar un partit amistós per a recaptar fons per a la família de Mújika. Finalment després d'estar a prop de tres anys en aquest estat, va faltar un 14 de juny de 2004 a l'hospital de Zumarraga als 41 anys.